# 三苯基硅烷
三苯基硅烷是一种有机硅化合物，化学式 (C
6H
5)
3SiH。

## 制备
三苯基硅烷可以由三苯基氯硅烷和氢化铝锂或氢化锂反应而成：
{\displaystyle \mathrm {4\ ClSi(C_{6}H_{5})_{3}+\ LiAlH_{4}\ {\xrightarrow {}}\ 4\ HSi(C_{6}H_{5})_{3}\ +\ LiCl\ +\ AlCl_{3}} }
它也可以由三氯硅烷和苯基溴化镁的格氏反应而成：
{\displaystyle \mathrm {HSiCl_{3}+3\ (C_{6}H_{5})MgBr\ {\xrightarrow {}}\ HSi(C_{6}H_{5})_{3}\ +3\ MgBrCl} }

## 性质
三苯基硅烷对水解稳定。不过在酸和碱催化下，它会水解成三苯基硅醇和氢气：
{\displaystyle \mathrm {(C_{6}H_{5})_{3}SiH+\ H_{2}O{\xrightarrow[{}]{Catalyzer}}\ (C_{6}H_{5})_{3}SiOH\ +\ H_{2}} }
它和氨反应，三苯基硅基取代氨中的氢，不过仍未发现全部的氢都被取代，产生三(三苯基硅基)胺的情况。反应被氨基钠催化：
{\displaystyle \mathrm {2(C_{6}H_{5})_{3}SiH+\ NH_{3}{\xrightarrow[{}]{NaNH_{2}}}\ ((C_{6}H_{5})_{3}Si)_{2}NH\ +\ H_{2}\ \ } }
它和氯气、溴和碘反应，产生对应的卤化物：
{\displaystyle \mathrm {(C_{6}H_{5})_{3}SiH+\ X_{2}\ {\xrightarrow[{}]{}}\ (C_{6}H_{5})_{3}SiX\ +\ HX\ \ X=Cl,Br,I} }
在例如氯化铝等路易斯酸存在下，三苯基硅烷和氯化氢、溴化氢的反应也能产生卤化物：
{\displaystyle \mathrm {2(C_{6}H_{5})_{3}SiH+\ HX\ {\xrightarrow[{}]{AlX_{3}}}\ (C_{6}H_{5})_{3}SiX\ +\ HX\ \ X=Cl,Br} }
三苯基硅烷和钠钾合金反应产生三苯基硅钾，后者继续和三苯基硅烷反应产生六苯基乙硅烷：
{\displaystyle \mathrm {(C_{6}H_{5})_{3}SiH+\ Na/K\ {\xrightarrow[{}]{}}\ (C_{6}H_{5})_{3}SiK\ +\ NaH} }
{\displaystyle \mathrm {(C_{6}H_{5})_{3}SiK\ +\ HSi(C_{6}H_{5})_{3}\ {\xrightarrow[{}]{}}\ (C_{6}H_{5})_{3}Si-Si(C_{6}H_{5})_{3}} }

## 用处
三苯基硅烷可以用作还原剂，尤其是卤代烃、醇和酮的合成。对于后者，三苯基硅烷也可以作为保护基。

## 危险
三苯基硅烷的闪点为 76 °C。